# Miltonvale (Kansas)
Pour les articles homonymes, voir Miltonvale.
Miltonvale est une ville américaine située dans le comté de Cloud, au Kansas. Selon le recensement de 2020, sa population est de 440 habitants.